# 시동 (영화)
《시동》은 2019년 12월 18일에 개봉한 대한민국의 영화이다. 마동석, 박정민, 정해인, 염정아가 캐스팅되었고, 조금산의 웹툰을 원작으로한 영화이다.

## 줄거리
하루가 다르게 어긋나기만 하는 반항아 택일. 그날도 검정고시 학원비를 삥땅쳐서 중고 오토바이를 사서 절친 상필과 헬멧도 안 쓰고 타고 다니다 경찰서에 잡혀왔다. 연락을 받고 달려온 엄마 정혜한테 뺨을 맞는 택일은 다음날 충동적으로 집을 나와 군산으로 향했다. 딱히 할게 없었던 그는 밥이라도 먹을겸 근처 중국집에 들렸는데 단발머리 주방장 거석을 보고는 심상찮은 기운을 느낀다. 이후 중국집에서 배달원을 구한다는 구인글을 보고는 바로 가게로 들어와서 자길 써달라고 자원한다. 택일을 보자마자 단박에 집 나온 아이라는걸 눈치챈 사장은 가출이 더 길어져서 힘들것 같다고 했지만 어차피 자퇴를 했기 때문에 학교문제는 없다는 말에 결국 수락해준다. 이후 택일은 사장집에 얹혀살게 됐고 거석과도 티격거리며 가까워진다.
한편, 치매걸린 할머니와 둘이서 사는 상필은 일자리가 너무 절실했고 마침 아는 형 김동화의 도움으로 일자리를 구한다. 그 일은 바로 사채업. 처음엔 동화가 일처리를 워낙에 평화롭게 해서 조금만 노력하면 금방 떼돈을 벌수있으리라 기대했지만 한 정육점에 돈을 받으러 갔다 사장에게 보기좋게 두들겨 맞고 환자 신세가 되면서, 회사에서 돈을 빌려간 고객중 택일의 엄마 정혜가 있다는 사실을 알게되면서 상황은 급변했다. 게다가 정혜가 사채까지 쓰면서 낸 토스트 가게는 불법건축물이란 이유로 철거령이 떨어졌다. 한참만에야 이 사실을 알게 된 택일은 곧바로 가게로 달려왔지만 사채업자들의 횡포에 속수무책으로 당하기만 한다.

## 캐스팅
- 마동석 : 거석이형 역
- 박정민 : 고택일 역
- 정해인 : 우상필 역
- 염정아 : 윤정혜 역
- 최성은 : 소경주 역
- 김종수 : 공사장 역
- 윤경호 : 김동화 역
- 김경덕 : 배구만 역
- 이해운 : 문성현 역
- 성혁 : 강대천 역
- 손석배 : 식육점주인 역
- 홍인 : 박두만 역
- 이수빈 : 박다미 역
- 방은정 : 김고은 역
- 허준석 : 동대문 역
- 김미화 : 해장국집 아줌마 역
- 조재영 : 도박남 역
- 김대곤 : 경찰1 역
- 강덕중 : 경찰2 역
- 정기섭 : 용역직원 역
- 백주희 : 매표소 직원 역
- 김자영 : 청소아줌마 역
- 류성현 : 횟집사장 역
- 권혁범 : 석구 역
- 정의욱 : 청량리 역
- 유수빈 : 말년병장 역
- 조대희 : 오형사 역
- 차우진 : 강형사 역
- 조한준 : 콜뛰기1 역
- 이태형 : 콜뛰기2 역
- 승의열 : 요리사 역
- 류제승 : 관장 역
- 임성재 : 이대팔 역
- 김원목 : 똘마니 역
- 곽수정 : 모텔주인 역
- 이문석 : 변태남 역
- 정병두 : 찜질남 역
- 서문호 : 문지기 역
- 강태수 : 수산물센터청년 역
- 박원준 : 막내건달 역
- 이육헌 : 경찰들 역
- 김시원 : 경찰들 역
- 김통령 : 건달들 역
- 하재열 : 건달들 역
- 최현종 : 건달들 역
- 임동민 : 건달들 역
- 김기태 : 건달들 역
- 선율우 : 건달들 역
- 오재세 : 건달들 역
- 우광제 : 건달들 역
- 이한결 : 건달들 역
- 박진우 : 건달들 역
- 정운 : 건달들 역
- 최홍락 : 건달들 역
- 선우 : 룸살롱아가씨들 역
- 강윤혜 : 룸살롱아가씨들 역
- 김보람 : 룸살롱아가씨들 역
- 김해정 : 룸살롱아가씨들 역
- 민서희 : 룸살롱아가씨들 역
- 전경석 : 상필집TV목사님 역
- 김주아 : 라디오 기상캐스터 역
- 김민재 : 곽성무 역 (우정출연)
- 고두심 : 상필할머니 역 (특별출연)
- 박해준 : 태성 역 (특별출연)

## 같이 보기
- 2019년 대한민국의 영화 목록